# Giovanni Cesare Netti
Giovanni Cesare Netti (Putignano, 4 settembre 1649 – Napoli, ante 31 luglio 1686) è stato un compositore e prete italiano allievo di Giovanni Salvatore a Napoli.

## Opere
Sono state catalogate e pubblicate da Giovanni Tribuzio nel 2019 (sigla TN):

### Cantate a voce sola e basso continuo
- TN I.1a: Addio cara libertà
- TN I.1b: Addio cara libertà
- TN I.2: L'innamorato Aminta
- TN I.3: Nel bel regno d'amore
- TN I.4: Nella stagione appunto
- TN I.5a: Occhi belli, s'io v'adoro
- TN I.5b: Occhi belli s'io v'adoro
- TN I.6: Più non vanti la speranza
- TN I.7: Semiviva e dolente (spuria)

### Cantate a due voci e basso continuo
- TN II.1: Seguane pur che può, scoprirmi io voglio

### Serenate a voce sola e basso continuo
- TN III.1: Nella notte più fosca
- TN III.2: Risvegliatevi, oh luci mie belle

### Antiprologhi e serenate
- TN IV.1: Acquaviva laureata
- TN IV.2: Gara degli elementi in dotare li due misti
- TN IV.3: Le perdite di Nereo e Dori al paragone delle glorie

### Melodrammi
- TN V.1a: Adamiro
- TN V.1b: Adamiro
- TN V.2: La Filli (La moglie del fratello)